# 吉岡ふみお
吉岡 ふみお（よしおか ふみお、1965年7月31日 - ）は、日本の男性俳優、ナレーター、声優である。東京都文京区出身。

## 来歴・人物
日本大学櫻丘高等学校、日本大学文理学部社会学科卒業。文学座附属演劇研究所28期本科、劇団昴演劇学校専攻科卒業後、劇団昴、アクセント、プロダクション・タンクを経てフリー。
身長168cm。体重68kg。旧芸名は吉岡 文夫。
資格は介護職員初任者研修。趣味は水泳、ラジオ聴取、音楽鑑賞、紅葉鑑賞。

## 主な出演作品

### 番組ナレーション
- news zero（2006年10月 - 2010年5月デイリーナレーター）
- マジック革命!セロ!!（海外サプライズナレーション）
- 奇跡体験!アンビリバボー 大晦日一夜限りの衝撃生放送SP!!（セロのコーナーNa）
- 買物大図鑑 ガシーレンカージャパンプロアクティブ・ソリューションナレーション
- 土曜プレミアム・映画「今夜、ロマンス劇場で」宣伝ナレーション

### DⅤDナレーション
- FLY!　FLY!　FLY!（2008年ポニーキャニオン）

```
アメリカ∼ルート66と大自然の旅∼・ヨーロッパ∼4ヵ国「食」の旅∼・カンボジア∼路上ライブの旅∼　　　　　　　　　　
```

### TV-CMナレーション
- サッポロ一番みそラーメン
- トヨタ自動車 ウィッシュ
- 日本生命 みらいサポート 他多数

### テレビアニメ
- パワーストーン(1999年､格闘家)
- 魔装機神サイバスター(1999年､マサキ)
- X(2001年､学生A)
- 炎の蜃気楼(2002年､西高生徒1)

### 吹き替え

#### 映画
- バレンタイン・デイ（ダグ） DVD版
- 悪いことしましョ!（警官1） DVD版

### ドラマCD
- DRAMA CD BRONZE 絶愛-1989-（邦秀久也）

### 舞台
夏の夜の夢(1991年劇団昴)

### テレビ出演
- ボキャブラ天国(フジテレビ)
- どうーなってるの?!(フジテレビ)
- 天才!ヒポカンパス(フジテレビ)

### 企業PR You Tube動画出演
- 一般社団法人　日本鉄リサイクル工業会　高齢者雇用推進ガイドライン(市高商事社長役)